# Jan van Bijlert
Jan van Bijlert, o van Bylert, van Bylaert, o ancora, in italiano, Giovanni Bilardo (Utrecht, 1598 – Utrecht, 13 novembre 1671), è stato un pittore olandese, appartenente alla scuola caravaggesca.

## Biografia

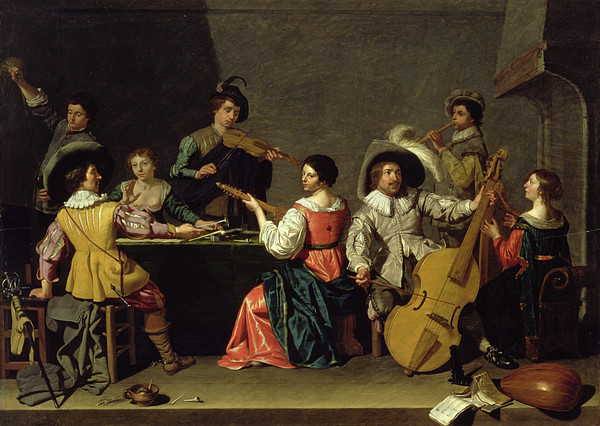
Gruppo di musicisti, vers 1640.

Vi è qualche incertezza sulla sua esatta data di nascita che oscilla, a seconda delle fonti storiche, tra il 1598 ed il 1603.
Era figlio di Elisabeth Willemsdr van Laeckervelt e dell'artista Herman (1566 c.-prima del 1615), decoratore di vetrate, che lo introdusse alla pittura addestrandolo nella sua bottega, prima di avviarlo dal manierista Abraham Bloemaert a partire dal 1616 per studi supplementari e formativi.
Si trasferì nel 1620 in Francia, prima tappa di un lungo viaggio europeo, dove debuttò con le sue prime opere, prima di spostarsi l'anno seguente a Roma, città in cui soggiornò per tre anni, avendo l'occasione di entrare in contatto con la corrente caravaggesca oltre che con Bartolomeo Manfredi ed un gruppo di artisti olandesi, come Cornelis van Poelenburch, Willem Molyn e soprattutto Matthias Stomer dai quali risultò notevolmente influenzato nello stile, come apparve nelle opere di quegli anni, da Orfeo con Proserpina e Plutone alla Negazione di Pietro e alla Buona ventura, per non parlare del celebre San Sebastiano.
Il denominatore comune di queste opere giovanili furono le tematiche caravaggesche animate da soldati, giocatori, ragazze, quelle bibliche, religiose, mitologiche e storiche, e i ritratti singoli e di gruppo, come le Questuanti per l'ospizio di S.Giobbe.
Durante il periodo in cui rimase a Roma, si affiliò alla Schildersbent con lo pseudonimo di Aeneas.
Al suo ritorno in patria nel 1624, continuò ad operare secondo lo stile caravaggesco, come pure gli altri pittori del suo gruppo romano rientrati ad Utrecht. Questi artisti furono detti i Caravaggisti di Utrecht, tra di essi i più importanti furono Gerard van Honthorst, Hendrick ter Brugghen e Dirck van Baburen.
Lo stile caravaggesco, evidente nei primi dipinti di van Bijlert, come il San Sebastiano assistito da Irene (1624) e Il sensale (1626), è caratterizzato da un uso notevole del chiaroscuro, dal taglio del piano del dipinto in modo che l'immagine sia vista in primo piano e dal tentativo di raggiungere una rappresentazione realistica piuttosto che ideale.

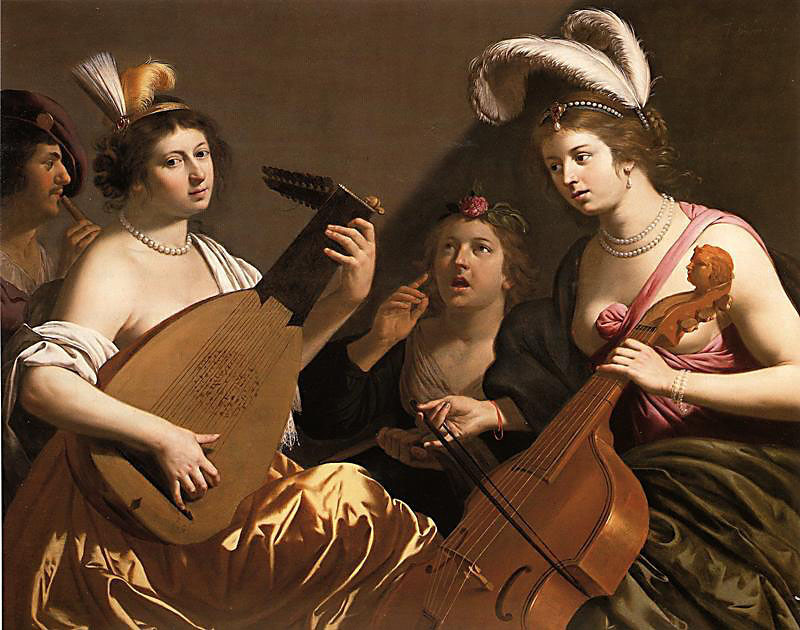
Il Concerto, 1630.

Van Bijlert continuò a dipingere secondo questo stile per tutti gli anni venti del XVII secolo, mentre a partire dal 1630 adottò uno stile classico e colori più luminosi.
Nel 1625 si sposò ad Amsterdam, dichiarando l'età di ventisette anni. Nel 1630 divenne membro della Chiesa Riformata e si unì alla Corporazione di San Luca ad Utrecht. Fu nominato decano della gilda dal 1632 al 1637.
Comunque, come pure altri pittori, eseguì anche opere per le chiese cattoliche clandestine.
Nel 1634 divenne membro dell'associazione Sint Jobsgasthuis, che guidò nel 1642 e 1643.
Entrò anche a far parte delle milizie di volontari chiamate Schutterij a Utrecht.
Jan van Bijlert si sposò parecchie volte dopo la morte della prima moglie: da ultimo con Cecilia van Gelove, la vedova di un imbianchino e mercante d'arte.
Continuò a far parte del consiglio della gilda, come decano nel 1654 e vicecapo nel 1655 e di nuovo dal 1667 al 1670.
Le opere di questa fase evidenziarono sia ispirazioni olandesi, dal Bloemaert ai Moreelse sia manfrediane come nel caso dei Mangiatori di cialde del 1626, la Chiamata di Matteo e Labano con Rachele del 1630
Tra i suoi lavori della fase matura e tarda si annoverano: S.Sebastiano, Concerto, Benedizione di Giacobbe, Giacobbe ed Esaù, Suonatore.
Van Bijlert è ritenuto uno dei più importanti pittori di Utrecht, e le sue opere riscossero un grande successo già durante la sua vita.
Si contano di lui oltre un centinaio di lavori sopravvissuti nel tempo.
Come maestrò, istruì ed addestrò numerosi allievi, tra i quali si ricordano Bertram de Fouchier (1609-1673), Ludolf de Jongh (1616-1679), Johannes De Veer, Mattheus Wijtman e Abraham Willaerts (1613-1669).
Per quanto riguarda la sua evoluzione stilistica, se la sua produzione giovanile non manca di elementi della pittura di genere e manieristica, la sua produzione matura e tarda rivelò tracce d'accademismo.

## Opere

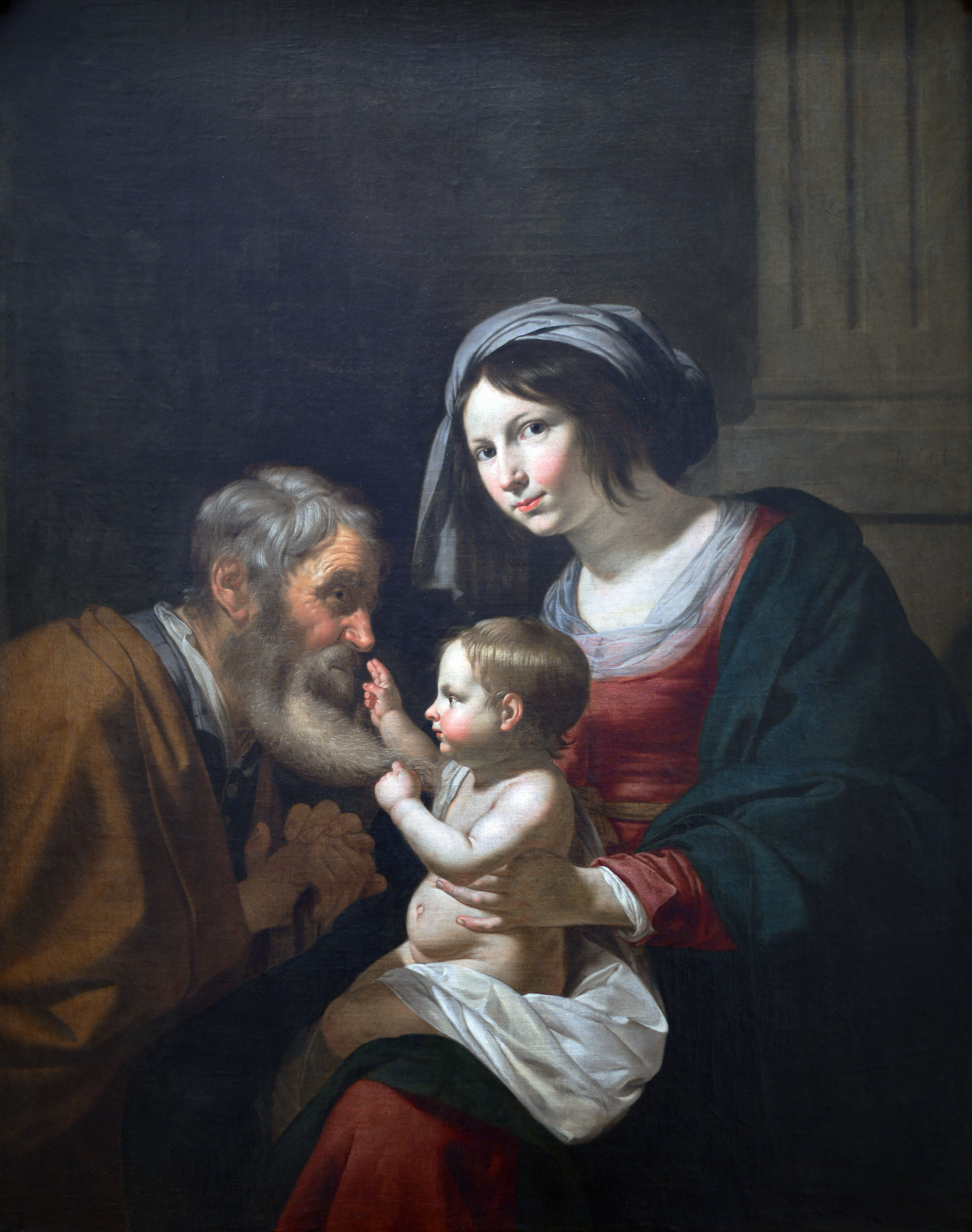
La Sacra Famiglia

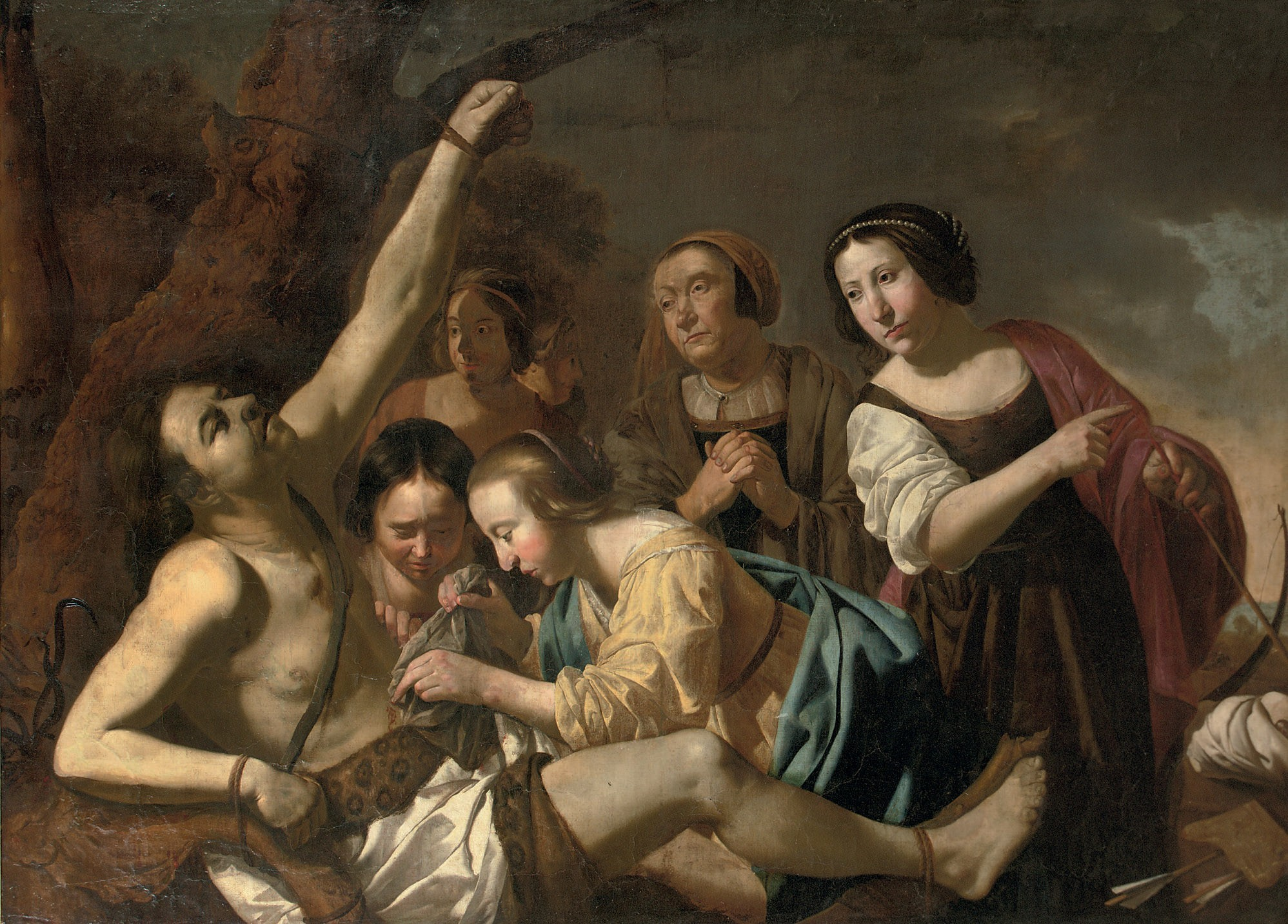
San Sebastiano assistito da Sant'Irene

- Venere e Adone, olio su pannello, 36 x 47 cm, 1630-1640[6]
- Giovane uomo che beve un bicchiere di vino, olio su tela, 65 x 55,6 cm, firmato in alto a destra, 1635-1640, collezione privata[1][7]
- Un concerto: giovane donna che suona il liuto e canto con due compagni, olio su tela, 147 x 120 cm[8]
- Una compagnia di musici, olio su legno, 96,7 x 114,5 cm., firmato[1][9]
- Ritratto di bambino, olio su pannello, 121,3 x 87,6 cm, firmato[10]
- Giovanni Evangelista, olio su tela, 94,3 × 77,6 cm, firmato, Jv Bijlert fc, 1625-1630, Centraal Museum, Utrecht
- Il concerto, olio su tela, 1630-1635, collezione privata[1]
- Compagnia musicale, olio su tela, 1640 c.
- San Sebastiano assistito da Sant'Irene, olio su tela, 139,7 x 192,4 cm
- Donna con in mano una frittella, olio su pannello, 38 x 29 cm, collezione privata[1]
- Giovane uomo che suona il liuto, olio tela, 98 x 83 cm, 1625 c., Museo Thyssen-Bornemisza, Madrid[1]
- Pastore con flauto, olio su tela, 79 x 65 cm, 1630-1635, collezione privata[1]
- Una pastorella, olio su tela, 99 x 77 cm, collezione privata[1]
- Ulisse e Circe, olio su pannello, 51 x 81 cm, collezione privata[1]
- Venere e Amore con una donna anziana, olio su tela, 1630 c., Musée des Beaux-Arts, Troyes[1]
- La Vergine e il Bambino, olio su tela, 113 x 92 cm, 1635 c., Herzog Anton Ulrich-Museum, Braunschweig
- Mangiatori di cialde, 1626
- Chiamata di Matteo
- Labano con Rachele, 1630
- Sacra Famiglia, 1634
- Benedizione di Giacobbe
- Giacobbe ed Esaù
- Questuanti per l'ospizio di San Giobbe
- Orfeo con Proserpina e Plutone
- Negazione di Pietro
- Buona ventura
- Ritratto di un anziano e due donne, Londra, National Gallery